# Lovers - French Dogma Number One
Lovers - French Dogma Number One (Lovers), reso graficamente come Lovers - French Dogma #1, è un film del 1999 diretto da Jean-Marc Barr. È il primo film francese e il quinto film in assoluto prodotto aderendo al manifesto Dogma 95.